# Jaime Cortesão
Jaime Zuzarte Cortesão OSE • GCIH • GOL (Ançã, Cantanhede, 29 de abril de 1884 – Lapa, Lisboa, 14 de agosto de 1960) foi um médico, político, professor, escritor e historiador português. Filho do filólogo António Augusto Cortesão, foi irmão do historiador Armando Cortesão e pai da renomeada ecologista Maria Judith Zuzarte Cortesão e da poetisa Maria da Saudade Cortesão, esposa do poeta modernista Murilo Mendes.

## Biografia
Nasceu a 29 de abril de 1884, na freguesia de Ançã, Cantanhede, onde foi batizado a 24 de junho de 1884, como filho de António Augusto Cortesão, médico, natural de São João do Campo, Coimbra, e de Norberta Cândida Zuzarte Cortesão, proprietária, natural do Porto.
Estudou no Porto, em Coimbra e em Lisboa, vindo a formar-se em Medicina na Faculdade de Medicina da Universidade de Coimbra em 1909, sendo iniciado na Maçonaria nesse ano, na loja Redenção, com o nome simbólico de Guyau. Leccionou no Porto de 1911 a 1915, quando foi eleito deputado por aquela cidade. 
Casou em Coimbra, freguesia de São Silvestre, a 1 de janeiro de 1912, com a sua prima Carolina Ferreira Cortesão (São João do Campo, Coimbra, 27 de maio de 1888 - Lapa, Lisboa, 17 de julho de 1991), filha de Júlio Maria Ferreira, negociante, exposto na roda de Coimbra, e de Maria Madalena Cortesão, natural de São João do Campo, Coimbra.
Em plena Primeira Guerra Mundial defendeu a participação do país no conflito, tendo participado como voluntário do Corpo Expedicionário Português, no posto de capitão-médico, e publicado as memórias dessa experiência.

Em “Post-Scriptum”, Jaime Cortesão abandona a Política, decidido e desiludido com a mesma, escreve:
“O facto de escrever este livro tem uma consequência lógica e moral: — afastar-me da vida partidária.”
“Sujeitei-me assim a todas as consequências da fé política imputada.”
“Hoje a grande obra de defesa da República é atualizá-la com nobreza e inteligência. A única maneira de a garantir é torná-la progressiva e fecunda, fazê-la entrar nas grandes correntes do trabalho moderno.”
“Um homem, que procura a beleza e a verdade, não deve manchar essa missão com a cegueira das paixões políticas. Os que nasceram para cantar e exaltar os corações alheios devem ter a voz clara e isenta e não hipotecar a sua liberdade por um fio que seja.”

“Venho de empenhar o meu esforço em luta de tamanha grandeza que não mais posso servir mentiras ou misturar-me em prélios mesquinhos. A guerra armou-me com uma alta e aguda lança. Mais do que nunca eu quero combater. Proponho-me, todavia, não a empunhar em defesa dos erros alheios, nem lhe manchar o brilho na poeira torva, que levantam os maus combates.”
Continuaria a combater pelos desígnios em que acreditava.

Fundou, com Leonardo Coimbra e outros intelectuais, em 1907 a revista Nova Silva (1907). Em 1910, com Teixeira de Pascoaes, colaborou na fundação da revista A Águia, e, em 1912 iniciou Renascença Portuguesa, que publicava o boletim A Vida Portuguesa. Teve igualmente colaboração nas revistas Atlantida (1915-1920), Homens Livres (1923), Ilustração (1926-), Illustração portugueza (1903-1924)) e na revista Serões (1901-1911). Em 1919 foi nomeado director da Biblioteca Nacional de Portugal e a 28 de Junho desse ano foi feito Oficial da Ordem Militar de Sant'Iago da Espada. Em 1921, abandonando a Renascença Portuguesa, foi um dos fundadores da revista Seara Nova.

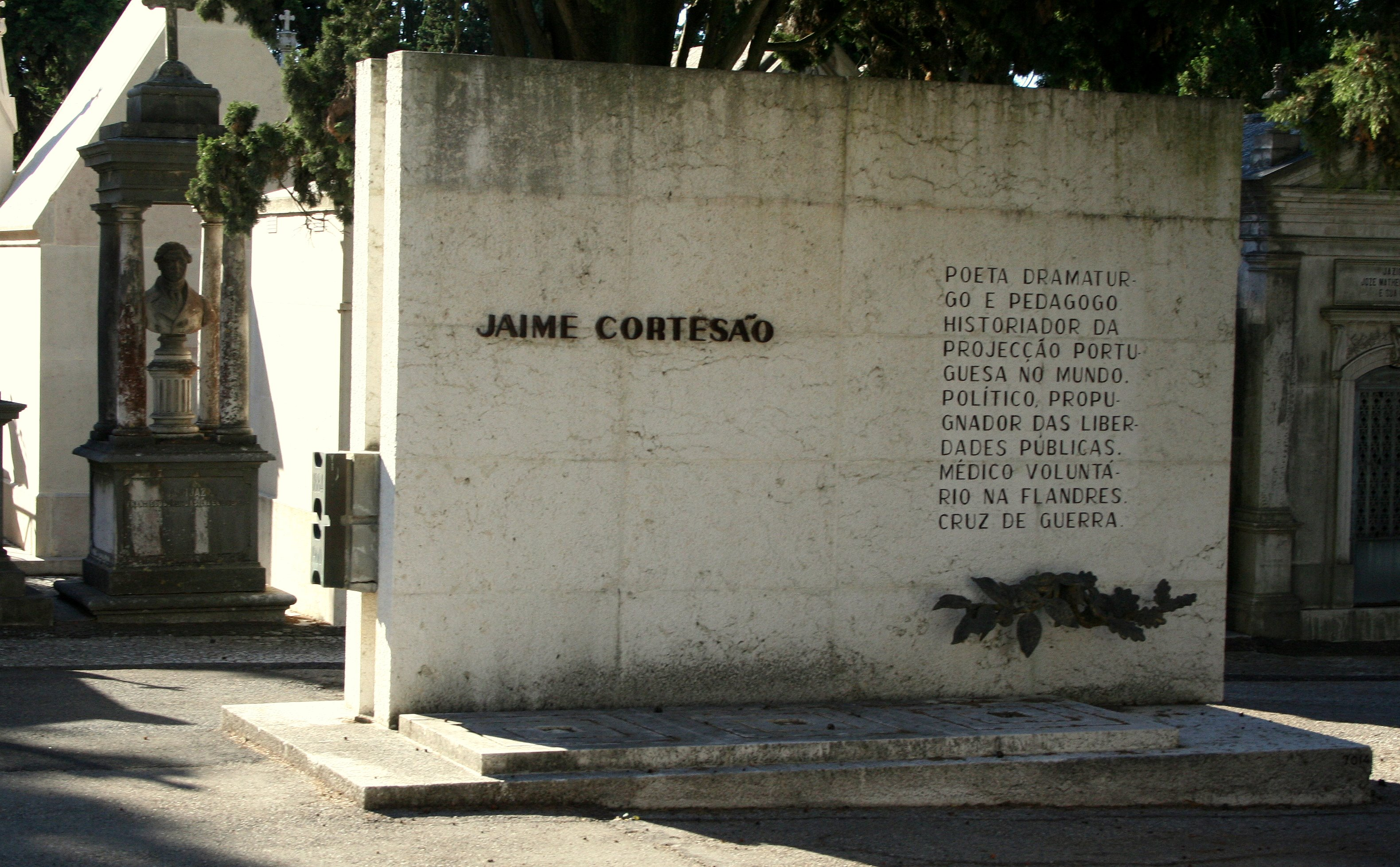
Túmulo de Jaime Cortesão no Cemitério dos Prazeres, em Lisboa.

Participou numa tentativa de derrube da ditadura militar portuguesa, presidindo a Junta Revolucionária estabelecida no Porto. Por esse motivo foi demitido de seu cargo na Biblioteca Nacional de Lisboa (1927), vindo a exilar-se em França, de onde saiu em 1940, quando da invasão daquele país pelas forças da Alemanha Nazi no contexto da Segunda Guerra Mundial. Dirigiu-se para o Brasil através de Portugal, onde veio a estar detido por um curto espaço de tempo.
No Brasil, fixou-se no Rio de Janeiro, dedicando-se ao ensino universitário, especializando-se na história dos Descobrimentos Portugueses (de que resultou a publicação da obra homónima) e na formação territorial do Brasil. Por uma década lecionou no Instituto Rio Branco, ligado ao Itamaraty. Em 1952, organizou a Exposição Histórica de São Paulo, para comemorar o 4.º centenário da fundação da cidade.
Regressou a Portugal em 1957. Envolvendo-se na campanha de Humberto Delgado, foi preso por 4 dias com António Sérgio, Vasco Vieira de Almeida e Mário de Azevedo Gomes em 1958, ano em que veio a ser eleito presidente da Sociedade Portuguesa de Escritores.
Morreu a 14 de agosto de 1960, em sua casa, na Rua João de Deus, 19, 3.º, freguesia da Lapa, em Lisboa, vítima de trombose cerebral, aos 76 anos.
A 30 de Junho de 1980 foi feito Grande-Oficial da Ordem da Liberdade e a 3 de Julho de 1987 foi agraciado com a Grã-Cruz da Ordem do Infante D. Henrique, ambas a título póstumo.

## Obra
- A Morte da Águia (Lisboa, 1910)
- A Arte e a Medicina: Antero de Quental e Sousa Martins (Coimbra, 1910)
- "O Poeta Teixeira de Pascoaes" in: A Águia, 1ª série, Porto, nº 8, 1 de abril de 1911; nº 9, 1 de maio de 1911.
- "A Renascença Portuguesa e o ensino da História Pátria" in: A Águia, 1ª série, nº 9, Porto, Set. 1912.
- "Da 'Renascença Portuguesa' e seus intuitos" in: A Águia, 2ª série, nº 10, Porto, Out. 1912.
- "As Universidades Populares", série de artigos in: A Vida Portuguesa, Porto, 1912-1914.
- …Daquém e Dalém Morte, contos, (Porto, 1913)
- Glória Humilde, poesia, (Porto, 1914)
- Cancioneiro Popular. Antologia (Porto, 1914)
- Cantigas do Povo para as Escolas (Porto, 1914)
- "O parasitismo e o anti-historismo. Carta a António Sérgio" in: A Vida Portuguesa, nº 18, Porto, 2 de outubro de 1914.
- "Teatro de Guerra", série de artigos in: O Norte, Porto, 1914.
- O Infante de Sagres, drama, (Porto, 1916)
- "Cartilha do Povo. 1º Encontro" in: Portugal e a Guerra, Porto, 1916.
- "As afirmações da consciência nacional", série de artigos in: Atlântida, Lisboa, 1916.
- Egas Moniz, drama, (Porto, 1918)
- Memórias da Grande Guerra (1916-1919) (Porto, 1919) - (Edição digital livre)
- "A Crise Nacional" in: Seara Nova, nº 2, Lisboa, 5 de novembro de 1921.
- Adão e Eva, drama, (Lisboa, 1921)
- A Expedição de Pedro Álvares Cabral e o Descobrimento do Brasil (Lisboa, 1922)
- Itália Azul (Rio de Janeiro; Porto, 1922)
- O Teatro e a Educação Popular (Lisboa, 1922)
- Divina Voluptuosidade, poesia, (Lisboa, 1923)
- Intuitos da União Cívica, União Cívica. Conferências de Propaganda (Porto, 1923)
- "A Reforma da Educação" in: Seara Nova, nº 25, Lisboa, Jul. 1923.
- Do sigilo nacional sobre os Descobrimentos (Lisboa, 1924)
- A Tomada e Ocupação de Ceuta (Lisboa, 1925)
- Le Traité de Tordesillas et la Découvert de L'Amérique (Lisboa, 1926)
- O Romance das Ilhas Encantadas (Lisboa, 1926)
- A Expansão dos Portugueses na História da Civilização (Lisboa, 1983 (1ª ed., 1930))
- Os Factores Democráticos na Formação de Portugal (Lisboa, 1964 (1ª ed., 1930))
- História da expansão portuguesa (Lisboa, 1993), colaboração na História de Portugal dirigida por Damião Peres, 1931-1934.
- Influência dos Descobrimentos Portugueses na História da Civilização (Lisboa, 1993), colaboração no vol. IV da História de Portugal dirigida por Damião Peres, 1932.
- "Cartas à Mocidade" in: Seara Nova, Lisboa, 1940.
- Missa da Meia-noite e Outros Poemas, sob o pseudónimo de António Froes (Lisboa, 1940)
- 13 Cartas do cativeiro e do exílio (1940) (Lisboa, 1987)
- "Relações entre a Geografia e a História do Brasil" e "Expansão territorial e povoamento do Brasil" in: História da Expansão Portuguesa no Mundo, dirigida por António Baião, Hernâni Cidade e Manuel Múrias, vol. III, Lisboa, 1940.
- O carácter lusitano do descobrimento do Brasil (Lisboa, 1941)
- Teoria Geral dos Descobrimentos Portugueses – A Geografia e a Economia da Restauração (Lisboa, 1940)
- O que o povo canta em Portugal. Trovas, Romances, Orações e Selecção Musical (Rio de Janeiro, 1942)
- Cabral e as Origens do Brasil (Rio de Janeiro, 1944)
- Os Descobrimentos pré-colombinos dos Portugueses (Lisboa, 1997 (1ª ed., 1947))
- Eça de Queiroz e a Questão Social (Lisboa, 1949)
- Os Portugueses no Descobrimento dos Estados Unidos (Lisboa, 1949)
- Alexandre de Gusmão e o Tratado de Madrid (Lisboa, 1950)
- Parábola Franciscana, poesia, (Lisboa, 1953)
- Brasil, na Historia de América y de los pueblos americanos (Barcelona, 1956)
- O Sentido da Cultura em Portugal no século XIV (Lisboa, 1956)
- Raposo Tavares e a Formação Territorial do Brasil (Rio de Janeiro, 1958)
- A Política de Sigilo nos Descobrimentos nos Tempos do Infante D. Henrique e de D. João II (Lisboa, 1960)
- "Prefácio a modo de memórias" in: O Infante de Sagres, 4ª ed., (Porto, 1960)
- Os Descobrimentos Portugueses, 2 vols., (Lisboa, 1960-1962)
- Introdução à História das Bandeiras, 2 vols., (Lisboa, 1964)
- O Humanismo Universalista dos Portugueses (Lisboa, 1965)
- História do Brasil nos Velhos Mapas (Rio de Janeiro, 1965-1971)
- Portugal – A Terra e o Homem (Lisboa, 1966)

Bibliografia crítica
- Neves Aguas, Bibliografia de Jaime Cortesão. Lisboa, 1985.
- Elisa Maria Mendes das Neves Travessa, Jaime Cortesão: política, história e cidadania. Porto, Asa, 2004.